# 核糖體停滯

核糖體轉譯過程示意圖

核糖體停滯（Ribosomal pause, Ribosomal stall）是細胞中核糖體轉譯mRNA時發生停滯的現象，在原核生物與真核生物細胞中皆會發生。核糖體分析等實驗技術可用於找出mRNA中發生核糖體停滯的位點。

## 機制
早在1980年代即有研究顯示核糖體轉譯mRNA不同區域的的速率不一致，當時認為轉譯較慢的位點是因含有罕見的密碼子，對應的tRNA在細胞中含量較少，因此與mRNA結合所需的時間較長。但近年核糖體分析的實驗結果顯示核糖體發生停滯的位點與其對應tRNA的含量不一定有關，意即有些核糖體停滯並非由罕見密碼子造成。除此之外造成核糖體停滯的原因還有多脯氨酸序列（polyproline）、tRNA未活化（未連接氨基酸）等，此類停滯為可逆，可由eIF5A（真核生物）或EFP（原核生物）蛋白解決，為細胞調控轉譯的機制之一，除控制蛋白質轉譯的產量，還可能與蛋白質摺疊有關（即在蛋白質的結構域轉譯結束時發生停滯，讓其有時間完成折疊），或者促使核糖體移碼發生。缺少eIF5A的真核細胞發生核糖體停滯的頻率會增加。
有時核糖體停滯為不可逆，原核生物與真核生物皆有將核糖體自mRNA釋出的機制。當真核細胞中mRNA上不具終止密碼子時，核糖體轉譯後會停滯於mRNA的末端，此時細胞會啟動無終止密碼子媒介式分解途徑（NSD）將核糖體釋出，並將該mRNA與轉譯的多肽產物降解；有時核糖體會遇到mRNA上較複雜的二級結構而停滯，細胞則可啟動轉譯停滯分解（no-go decay，NGD）途徑，亦可將核糖體釋出，並降解mRNA及多肽產物。細菌則可以转运-信使RNA（tmRNA）啟動反式轉譯來處理停滯的核糖體，部分細菌還有ArfA、ArfB等其他途徑。